# 銀箭沖印
銀箭彩色沖印股份有限公司（英語：Silver Arrow Corp.）是台灣現存的一間連鎖彩色沖印公司，有七家實體店面與線上部門，屬於網上照片輸出業。

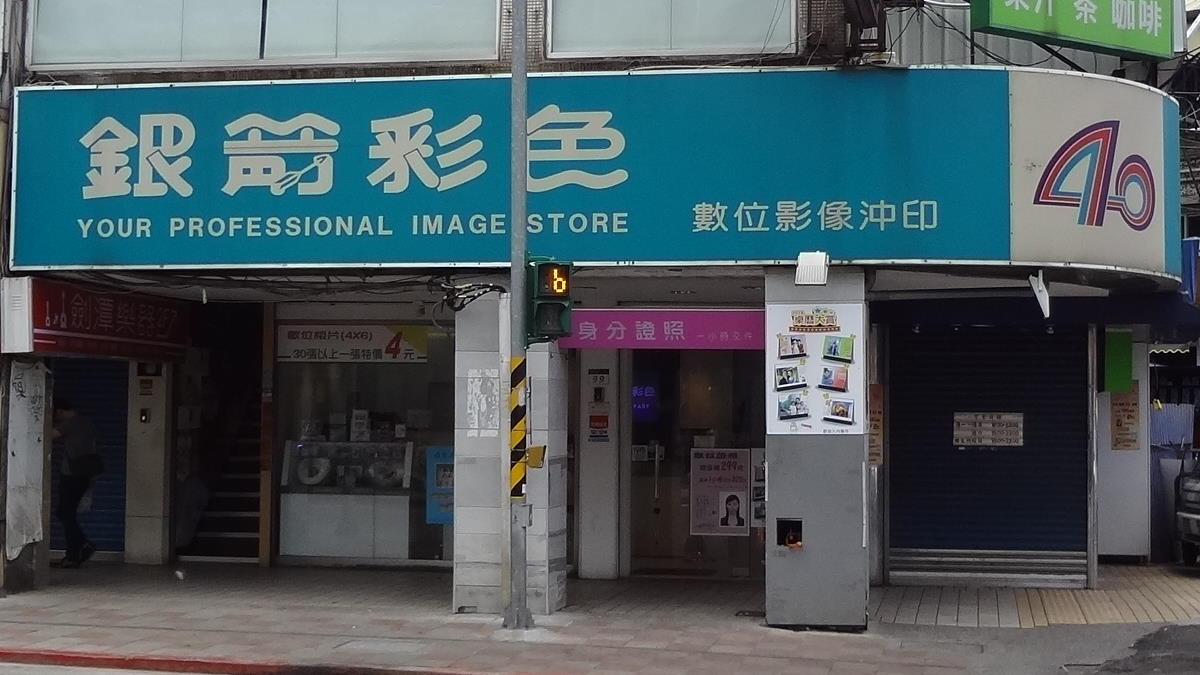
士林店

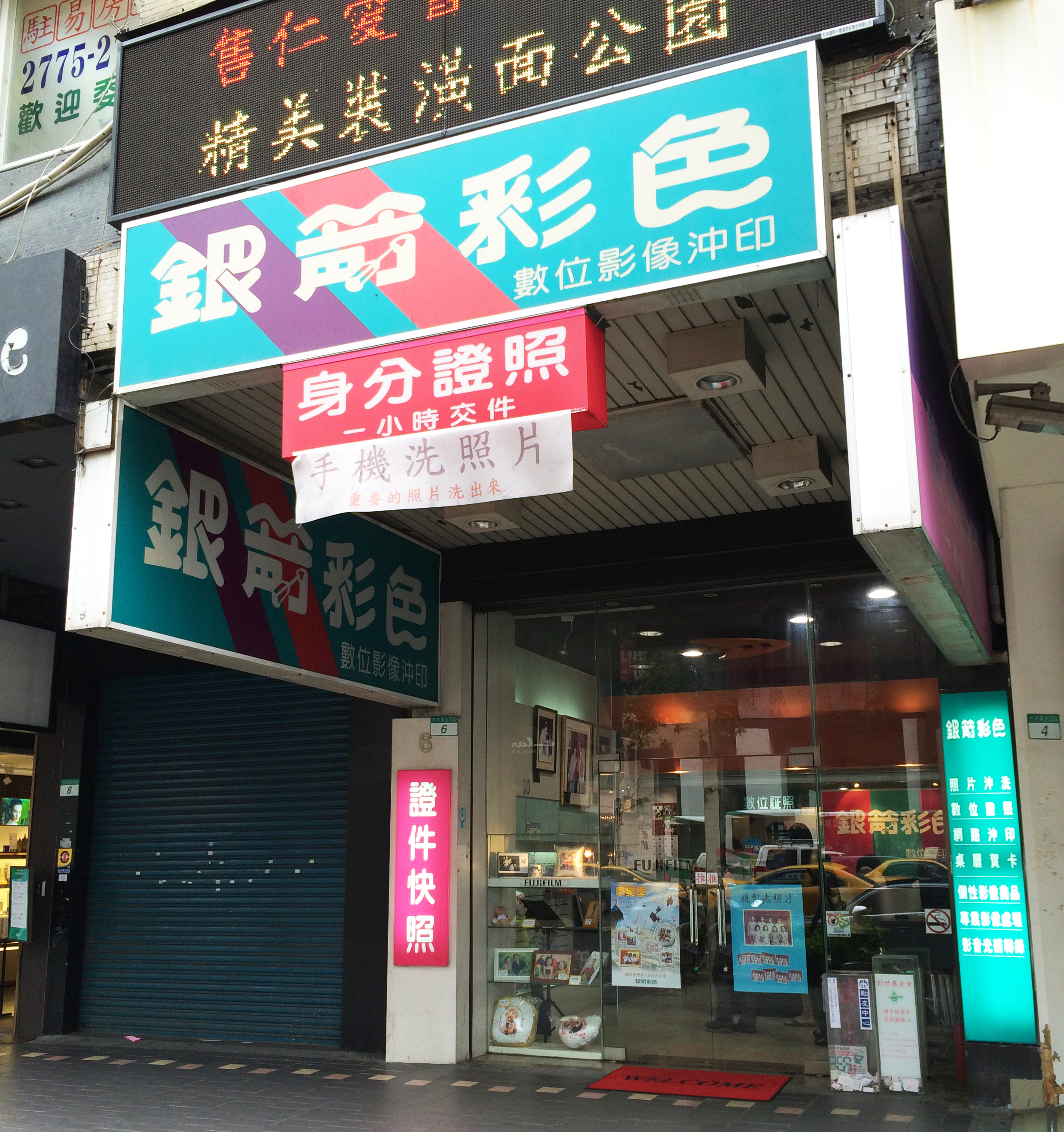
忠孝店

早年由王懷寧與其他三位表兄弟成立於1980年10月23日，以銀箭彩色為品牌開設照片沖印連鎖店，連鎖店遍布大台北地區。

## 外部連結
- 銀箭線上 （页面存档备份，存于）
- 銀箭彩色線上沖印的Facebook專頁